# Allodia embla
Allodia embla är en tvåvingeart som beskrevs av Walter Leopold Victor Hackman 1971. Allodia embla ingår i släktet Allodia och familjen svampmyggor. Arten är reproducerande i Sverige. Inga underarter finns listade i Catalogue of Life.